# Bundesautobahn 555
 (octobre 2023).
Si vous disposez d'ouvrages ou d'articles de référence ou si vous connaissez des sites web de qualité traitant du thème abordé ici, merci de compléter l'article en donnant les références utiles à sa vérifiabilité et en les liant à la section « Notes et références ».
Pour les articles homonymes, voir A555 et Autoroute A555.
La Bundesautobahn 555 est une Bundesautobahn dans le Land de Rhénanie-du-Nord-Westphalie.
Elle est la plus vieille autoroute allemande. Depuis son inauguration en 1932, elle relie les villes de Cologne et de Bonn, c'est pourquoi elle est également appelée autoroute Cologne-Bonn.

## Histoire
La construction commence en octobre 1928 et est inaugurée par le bourgmestre de Cologne Konrad Adenauer le 6 août 1932. Formellement, elle est considérée comme une "route des véhicules motorisées" et s'appelle Landstrasse 185 en tant qu'extension sud de la Bonner Straße à Cologne. Une ordonnance de police sur l'utilisation et l'extension de la route automobile Cologne-Bonn du 2 août 1932, entrée en vigueur spécifiquement à cet effet, stipule que la route initialement à quatre voies, sans intersection, large de 12 mètres et longue de 18,5 kilomètres, soit réservée uniquement à la circulation automobile. Elle stipule également que les virages, les arrêts et les stationnements sont interdits dans cette rue.
Le projet est suggéré par Adenauer qui, après avoir achevé les travaux sur la ceinture verte de Cologne, recherche un projet complémentaire visant à créer des emplois dans la région de Cologne. L'administration provinciale de la province de Rhénanie à Düsseldorf, dirigée par le gouverneur du Land Johannes Horion, de Sinnersdorf, près de Cologne, en est responsable. Lorsque le projet est annoncé, il est expressément indiqué que les excavatrices et autres gros équipements ne sont pas autorisés. Au total, 5 540 ouvriers sont affectés par les agences locales pour l'emploi pour ces travaux d'urgence. Il y a aussi des subventions du gouvernement de Berlin qui était d'abord opposée à une « route du luxe », de même que les nazis qui appellent au boycott.
Il s'agit de la première autoroute allemande à être ouverte sous ce nom, tandis que la route sans intersection avec des voies séparées et deux voies dans chaque direction à Berlin-Grunewald, planifiée une vingtaine d'années plus tôt et ouverte environ onze ans plus tôt, s'appelle Route de circulation et d'essais automobiles.
En 1932, la route est considérée comme la route la plus fréquentée du Reich allemand, avec un trafic d'environ 3 000 voitures par jour. Les coûts de construction s'élèvent à environ 8,6 millions de Reichsmarks et, en tant que mesure de création d'emplois au sein du "Service volontaire du travail", à partir de l'automne 1931, elle permet de nombreux chômeurs auparavant à trouver du travail.
La « route sans intersection pour les véhicules automobiles » (comme on l'appelait officiellement) est déclassée en Landstraße par les nazis au pouvoir, six mois après son ouverture. À cette époque, elle fait partie du tracé de la Reichsstraße 9. Elle n'est déclarée Bundesautobahn que le 1er avril 1958. Le déclassement est pour des raisons de propagande. La propagande nazie fera croire qu'Adolf Hitler fit construire la première autoroute.
Jusqu'à son extension à trois voies dans chaque sens entre 1964 et 1966 (décision d'approbation du plan du 6 avril 1964), elle ne comporte aucune séparation structurelle des voies directionnelles (à l'exception décrite ci-dessous). Les deux voies ne sont séparées que par une large bande médiane rehaussée de couleurs. Il y a un grand rond-point au début et à la fin de chacun. La route est conçue pour des vitesses allant jusqu'à 120 km/h, ce que seuls très peu de véhicules à moteur peuvent atteindre à l'époque. Pour l'inauguration par Konrad Adenauer le 6 août 1932, l'ADAC organise un rassemblement à Cologne. Quiconque souhaite participer au voyage d'ouverture devait payer cinq Reichsmarks. 2 000 pilotes y participent. La circulation normale n'est autorisée qu'à partir du 8 août. L'itinéraire est bien accueilli. Au cours de la première année après son ouverture, environ 4 000 véhicules empruntent la route chaque jour. Dans les années 2020, on compte en moyenne environ 80 500 véhicules à moteur en semaine.
Jusqu'à la fin de la Seconde Guerre mondiale, l'A555 est parallèle à l'ancienne Reichsstraße 9 (Köln-Bonner Landstraße, plus tard Bundesstraße 9) sur tout son tracé. Lors de la construction de la jonction autoroutière de Cologne-Sud au début des années 1940, l'ancien tracé de la Landstraße n'y est plus possible. On pose sur environ 2,5 km, à partir de la jonction de Cologne, des chaussées sur l'A555. Cela aboutit à une construction d'autoroute unique composée de trois voies séparées au sud de la jonction de la ceinture verte : une voie pour tous les véhicules, les chariots et les piétons vers et depuis Godorf, qui était reliée à l'actuelle L186 par un tunnel au niveau de l'actuelle sortie de Rodenkirchen, ainsi que sur le côté, un tunnel respectivement réservé à la circulation motorisée vers le sud et un en provenance du sud. Les conducteurs qui souhaitent uniquement se rendre à Hahnwald utilisent également cette bande spéciale située au milieu. Jusqu'en 1964, il n'y a qu'une seule possibilité de sortie/entrée à Wesseling, qui est plus éloignée. Avec l'agrandissement de l'A555 au milieu des années 1960, la Landstraße intégrée est fermée et partiellement supprimée.
À deux reprises, en 1948 et 1949, certaines parties de l'A555 et de l'A4 accueillent la course de voitures et de motos Kölner Kurs, qui se déroule ensuite sous ce nom historique dans le cadre d'un événement de voitures anciennes au Nürburgring. Lors des courses de 1948 et 1949, la Landstraße située au niveau de la jonction de l'autoroute est utilisée comme tribune.
Jusqu'en 1974, l'autoroute s'appelait A 72. Lorsque la numérotation systématique de toutes les autoroutes est modifiée en juin 1974 en numéros à un, deux et trois chiffres pour les liaisons nationales, régionales et locales et en numéros pairs pour les itinéraires est-ouest et impairs pour les itinéraires nord-sud, l'autoroute Cologne-Bonn est appelée A 555.
La route est utilisée à plusieurs reprises à des fins de test : dans les années 1930, différents types de lampes sont installés pour tester différents modèles en ce qui concerne l'effet d'éblouissement des conducteurs. Dans les années 1990, un essai sur le terrain de perception automatique des redevances autoroutières (péages) est réalisé sur l'A 555.
Jusqu'à fin novembre 2009, l'itinéraire est éclairé sur un tronçon de 6 km entre Godorf et Wesseling. Après que les 600 feux fixés sur 170 mâts sont remplacés en raison de leur vétusté, le système est d'abord éteint à titre de test, puis définitivement et finalement démonté en janvier 2014.
Le site de la raffinerie de l'ancienne Rheinische Olefinwerke, aujourd'hui une installation de LyondellBasell, se situe des deux côtés de la route sur ce tronçon.

## Géographie
L'A 555 circule entre Cologne et Bonn. À Cologne, il traverse les quartiers de Rondorf, Hahnwald et Godorf puis Wesseling et Bornheim  jusqu'à Bonn. Elle est reliée au réseau autoroutier par les échangeurs autoroutiers de Cologne-Sud et Bonn-Nord. Son tracé est relativement plat et très droit comparé aux autres autoroutes de la région. La seule courbe notable à Wesseling présente une inclinaison importante. Jusqu'en 2004, il n'y a aucune limite de vitesse, à l'exception des extrémités. Depuis lors, la capacité de conduire rapidement fut considérablement limitée par une limitation de vitesse liée au bruit près de Bonn-Tannenbusch/Buschdorf et près de Wesseling.
En 2003, le nouveau carrefour de Bornheim est construit et libéré afin de soulager, en liaison avec plusieurs routes de contournement, le réseau routier à l'ouest de Bonn (en particulier les routes de traversée de Duisdorf, Lessenich/Meßdorf et Dransdorf) et relier les contreforts proches de Bornheim et d'Alfter à l'autoroute.
Fin 2007, un nouveau test sur le terrain avec la nouvelle génération de systèmes de perception du péage a lieu sur l'ancienne route d'essai du péage. Les structures sont nettement plus petites, mais la capture d’image est devenue plus grande.